# The Worst Kept Secret Tour
The Worst Kept Secret Tour es el segundo tour oficial de Fifth Harmony y el tercero en total. El tour comenzó en Ventura, California el 2 de febrero de 2014 y terminó el 24 de marzo de 2014 en Búfalo, Nueva York. Estuvieron haciendo este tour durante el mismo tiempo que hacían de teloneras en el Neon Lights Tour de Demi Lovato. El póster oficial de este tour fue elegido por ellas mismas entre muchas candidaturas presentadas por fanes.

## Lista de canciones
- Me & My Girls
- Better Together
- One Wish
- Tellin’ Me
- Who Are You
- Honeymoon Avenue (Cover de Ariana Grande)
- Leave My Heart Out of This
- Independent Women (Cover de Destiny's Child)
- Don't Wanna Dance Alone
- Miss Movin’ On
- Anything Could Happen (Cover de Ellie Goulding)

## Fechas
| Fecha                 | Ciudad               | Lugar                | Boletos            |
| --------------------- | -------------------- | -------------------- | ------------------ |
| 2 de febrero de 2014  | Ventura, California  | Ventura Theater      | 1.150/1.150 (100%) |
| 27 de febrero de 2014 | Orlando, Florida     | House of Blues       | 2.100/2.100 (100%) |
| 3 de marzo de 2014    | Albany, Nueva York   | Upstate Concert Hall | 1.300/1.300 (100%) |
| 19 de marzo de 2014   | Milwaukee, Wisconsin | The Pabst Theater    | 1.340/1.340 (100%) |
| 24 de marzo de 2014   | Búfalo, Nueva York   | Town Ballroom        | 3.000/3.000 (100%) |